# 蒋大宗
蒋大宗（1922年—2014年3月18日），男，原籍江苏镇江，生于江苏扬州，中国医学电子学专家，曾任西安交通大学教授、博士生导师。